# Helwijk
Helwijk est un village situé dans la commune néerlandaise de Moerdijk, dans la province du Brabant-Septentrional. Le 1er janvier 2009, le village comptait 900 habitants.

## Histoire
Helwijk a été fondé vers 1954, dans le but de créer une nouvelle ville du nom d'Oranjestad, d'environ 10 000 habitants. Ce projet n'a jamais été réalisé.